# Kertsj (schiereiland)
Het schiereiland Kertsj (Oekraïens: Керченський півострів, Russisch: Керченский полуостров) is een schiereiland in het oosten van de Krim, gelegen ten noorden van de Zwarte Zee, ten zuiden van de Zee van Azov, ten westen van de Straat van Kertsj, die het van het schiereiland Taman, deel van de kraj Krasnodar in Europees Rusland in de Russische Federatie scheidt. De Krimbrug verbindt sinds 2018 de beide schiereilanden.
Het schiereiland Kertsj als onderdeel van de Krim vormt volgens de internationale gemeenschap de autonome republiek van de Krim in Oekraïne. In 2014 annexeerde Rusland de Krim als onderdeel van Rusland onder de naam Republiek van de Krim. 
Het schiereiland heeft een oppervlakte van 3.027 km² waarmee het circa 11% van de totale oppervlakte van de Krim beslaat. Het loopt in oostelijke richting en is 90 kilometer lang en 52 kilometer breed. De landengte die het schiereiland van de Krim scheidt is op zijn smalste punt 17 km breed. De Schoorwal van Arabat wordt niet tot het schiereiland gerekend.
Op het schiereiland liggen in het uiterste oosten de naamgevende stad Kertsj, de Oud-Griekse stad Kimmerikon en het natuurreservaat Zapovednik Opoekski.